# ホームテレホン
ホームテレホンとは、二世帯住宅・店舗併用住宅向けの内線電話装置である。ダイヤルイン・i・ナンバーなどによる店舗用・家庭用・ファクシミリの選択呼出し、インターホン接続機能などがある。

## ホームテレホンの構成
ホームテレホンには、外線・内線・インターホン接続を制御する機能が、主装置内蔵電話機に実装されているものと、別筐体の主装置に実装されているものとがある。主装置機能には商用電源が必要である。
専用ボタン電話機のボタン選択で内線通話・外線通話を切り替える。また、一般回線用の端末を接続する場合は外部アダプターが必要である。

## 導入方法など
標準電話機とは、配線が異なるため工事が必要である。また、接続数別の装置となっており、能力を超える場合はシステム・配線の交換が必要である。
2回線の工事となるため、電気通信設備工事担任者のAI第二種以上もしくは総合種による工事・監督が必要である。

## ホームテレホンの歴史
1980年代までの一般家庭では、電話回線が1回線のみで、複数の電話機を設置する場合でも親子電話（回線1本に2台の電話機がぶら下がっている）がほとんどであった。1990年代には、インターネット接続などの需要で、ISDNなどによる複数回線の利用のためのホームテレホン導入も見られるようになった。
2000年代に入り、各社が撤退した。NTTもホームテレホンBXが2011年8月販売を終了し、日本での新規の販売はなくなった。2チャネルVoIPアダプタ内蔵の多機能無線IPルーターに、インターホン接続機能を持ったコードレス電話・スマートフォンのアプリケーションなどを接続する形態での置き換えが可能である。
| 年       | 商標                                 | メーカ           | 制御方式                               | 外線電話回線 | 外線電話回線 | 外線電話回線         | 外線電話回線         | 内線電話回線                             | 内線電話回線                 | 内線端末   | 内線端末               | 内線端末 | 内線端末 | 内線端末     | 備考                                                             |
| 年       | 商標                                 | メーカ           | 制御方式                               | アナログ     | アナログ     | ISDN                 | 光IP電話             | 有線                                     | 無線                         | 有線       | 有線                   | 有線     | 無線     | 無線         | 備考                                                             |
| 年       | 商標                                 | メーカ           | 制御方式                               | パルス       | トーン       | ISDN                 | 光IP電話             | 有線                                     | 無線                         | 標準電話機 | 専用ボタン電話機       | IP電話機 | PHS DECT | 無線IP電話機 | 備考                                                             |
| -------- | ------------------------------------ | ---------------- | -------------------------------------- | ------------ | ------------ | -------------------- | -------------------- | ---------------------------------------- | ---------------------------- | ---------- | ---------------------- | -------- | -------- | ------------ | ---------------------------------------------------------------- |
| 1972年   | ホームテレホンF                      | 日本電信電話公社 | 機械式継電器                           | ○            | ○            | -                    | -                    | 多芯配線                                 | -                            | -          | ○                      | -        | -        | -            | 内線通話・秘話・通話中表示機能などを実装                         |
| 1978年   | ホームテレホンD                      | 日本電信電話公社 | 布線論理電子化                         | ○            | ○            | -                    | -                    | 多芯配線                                 | -                            | -          | ○                      | -        | -        | -            | インターホン接続機能などを実装                                   |
| 1985年   | ハウディ・ホームテレホン             | NTT              | 蓄積プログラム方式                     | ○            | ○            | 外付で機能が限られる | 外付で機能が限られる | ホームバスシステム・アナログ音声多芯配線 | -                            | -          | マイクロプロセッサ内蔵 | -        | -        | -            | セキュリティ機能などを実装。ホームバスシステム機器を接続可能。   |
| 1998年   | レカム・マルチメディアホームシステム | NTT              | 蓄積プログラム・時分割スイッチ交換方式 | ○            | ○            | ○                    | 外付けアダプタ       | デジタルバス配線                         | シングルゾーンコードレス電話 | アダプタ   | マイクロプロセッサ内蔵 | -        | ○        | -            |                                                                  |
| 2000年代 | ホームテレホン                       |                  | 蓄積プログラム・時分割スイッチ交換方式 | ○            | ○            | ○                    | 外付けアダプタ       | デジタルスター配線                       | シングルゾーンコードレス電話 | アダプタ   | マイクロプロセッサ内蔵 | -        | ○        | -            | ビジネスフォンと端末の共通化                                     |
| 2010年代 | VoIP多機能無線ルーター               |                  | SIP・IPルーティング                    | -            | -            | -                    | 直接収容             | IP回線による遠隔地の端末の直接接続も可能 | 無線LAN                      | ○          | -                      | ○        | -        | ○            | ソフトフォン・スマートフォンアプリケーションによる内線接続も可能 |